# Kasárna v Třeboni
Kasárna v Třeboni je trojkřídlá budova bývalých kasáren, které se nachází v západní části města, na adrese Palackého nám. 46. V současné době v ní sídlí městský úřad Třeboně.
Původně zde stál zemědělský dvůr, který měl stejnou dispozici, a který je doložen již na nejstarších plánech města. V druhé polovině 19. století město Třeboň trápily časté tranzity vojenských jednotek, které byly ubytovávány různě po městě a k nelibosti místních. Bylo tomu např. během prusko-rakouské války. Tehdejší radnice se rozhodla toto řešit úpravou dvora a později výstavbou nového objektu. Budova kasáren byla realizována od roku 1876 až do roku 1884, ve výběrovém řízení byl vybrán Ludvík Martínek. Kasárna potom patřila městu, které je pronajímalo pro potřeby armády a ta mu platila 7700 zlatých. V objektu který má tvar obráceného písmene U bylo ubytováno vojsko a později také radiotechnická rota. V době socialismu zde sídlila 531. radiotechnická rota Třeboň (VÚ 1738/C), která byla součástí 53. radiotechnického praporu Třebotovice (VÚ 1738), a měla zde ubytovací prostory s týlovou částí a velení roty.
Již na počátku 20. století objekt trápila vlhkost z blízkého rybníka. Rekonstrukce objektu byla uskutečněna roku 1931, financovala ji Vojenská správa Československé armády. Během druhé světové války byla v části objektu škola, v části se nacházel sklad leteckého materiálu. Po roce 1967 byl areál mírně upravován, resp. přestavován.
Roku 1987 získal areál kasáren památkovou ochranu, která byla opětovně potvrzena roku 2006.
V roce 2003 Armáda České republiky prodala objekt městu. Ještě do roku 2006 byl využíván pro vojenské posádky, od té doby se jednalo do jisté míry o brownfield.
Původně zanedbaná stavba byla na počátku 21. století kompletně zrekonstruována a dána k využití městu Třeboni. Práce si vyžádaly náklady ve výši 100 000 000 Kč. Obnova zahrnula také integraci objektu do městské zástavby (stržena byla stará kuchyně a okolní zeď). Dvůr získal novou úpravu s parkem a fontánou.